# 特内里费礼堂
特内里费礼堂（西班牙語：Auditorio de Tenerife）位于西班牙加那利群岛特内里费岛圣克鲁斯-德特内里费市。
特内里费礼堂是由西班牙建筑师聖地牙哥·卡拉特拉瓦设计，并于1997年至2003年建造，由西班牙王子费利佩在2003年9月26日揭幕。该建筑被认为是西班牙和欧洲最重要的现代建筑之一。
特内里费礼堂为圣克鲁斯-德特内里费最上镜的建筑，占地面积可达23000平方米，内部分为两大部分，其中主礼堂（交响乐大厅）被圆屋顶装饰，共有1616个座位，小礼堂内有422个座位。
到了晚上的时候，特内里费礼堂呈现亮白色，但是到了特殊的日子，也会以不同的色彩现身。建筑借鉴了植物的元素，其流线造型与悉尼歌剧院有异曲同工之妙。 

## 圖集

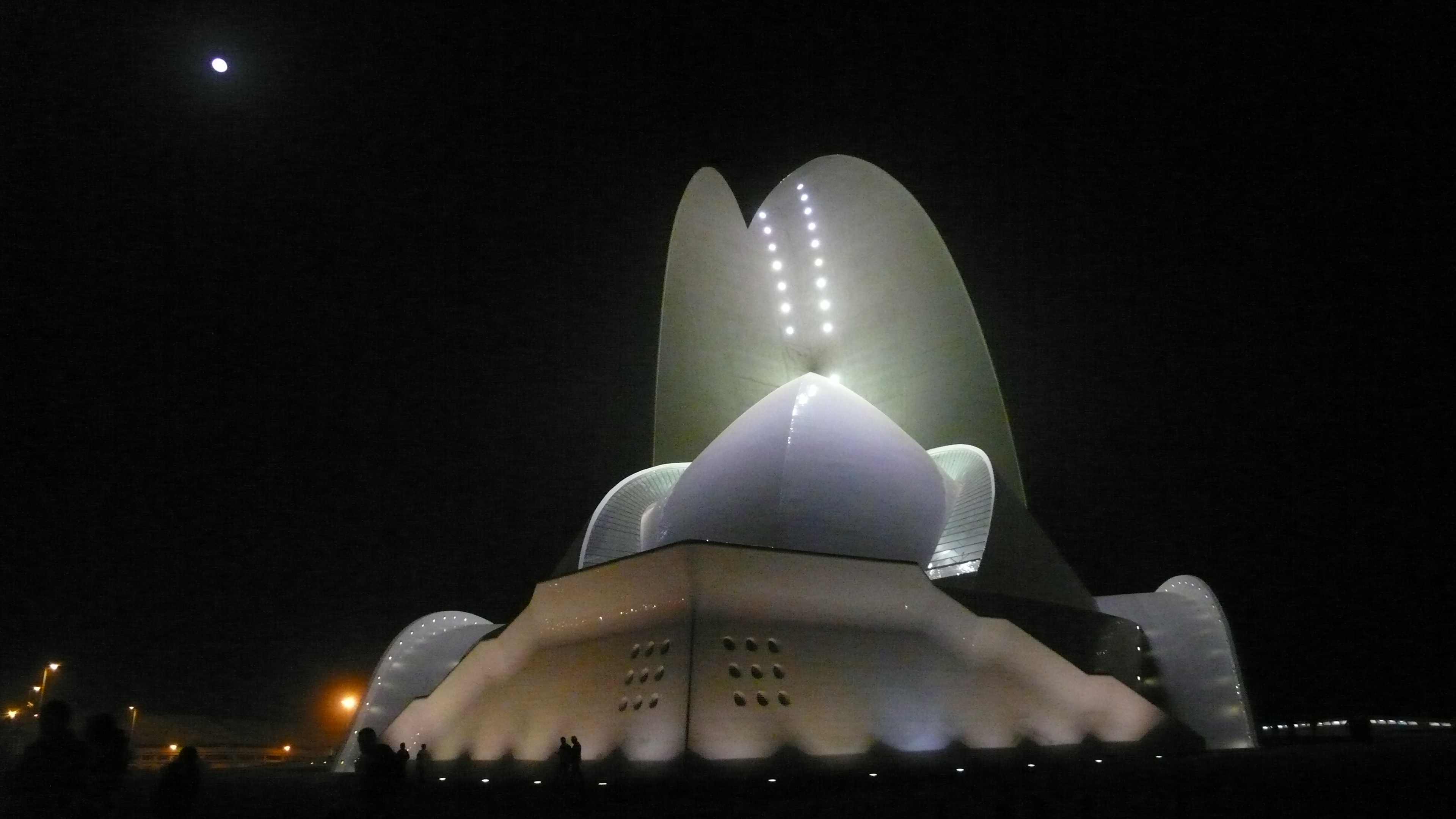
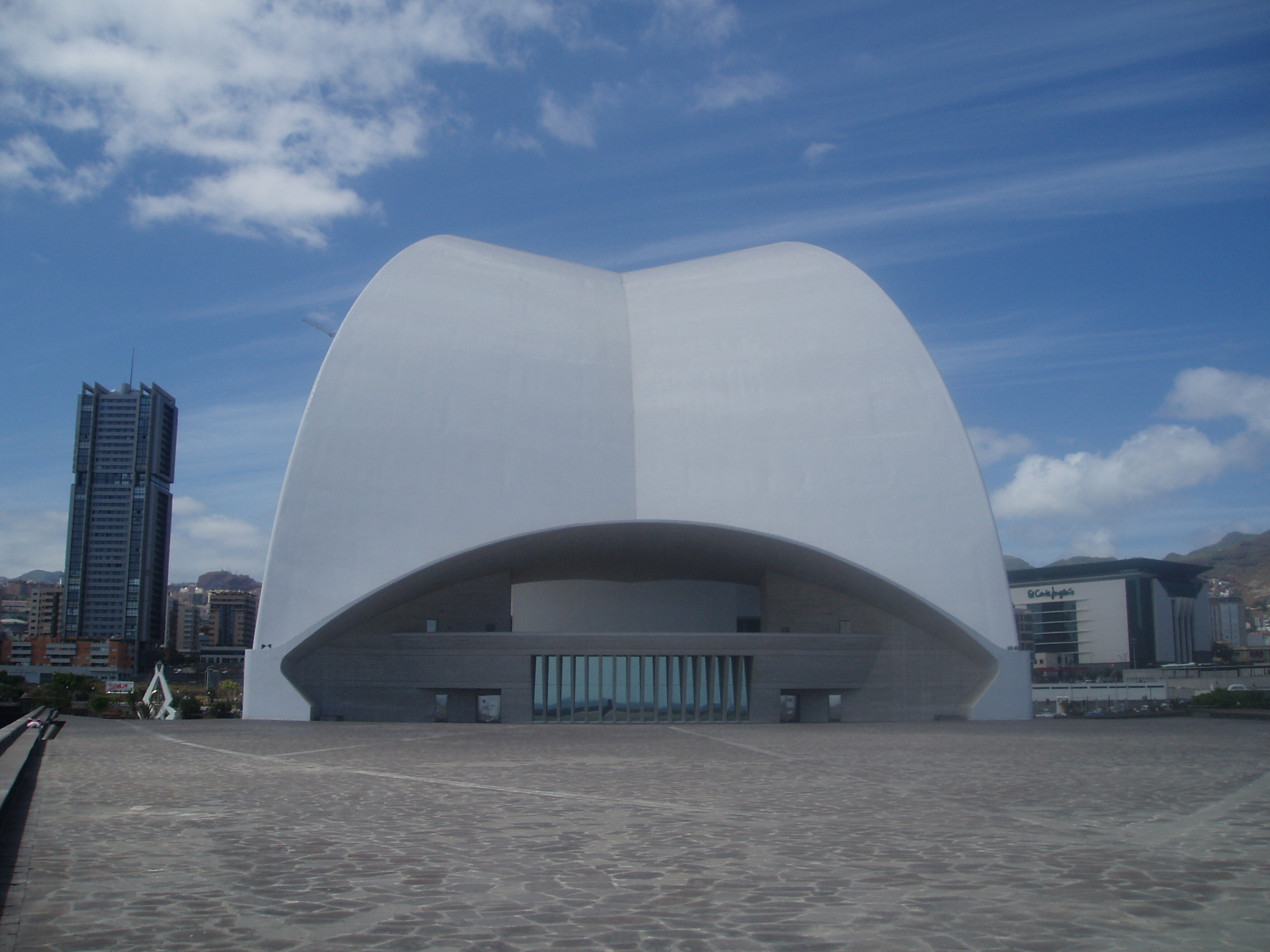
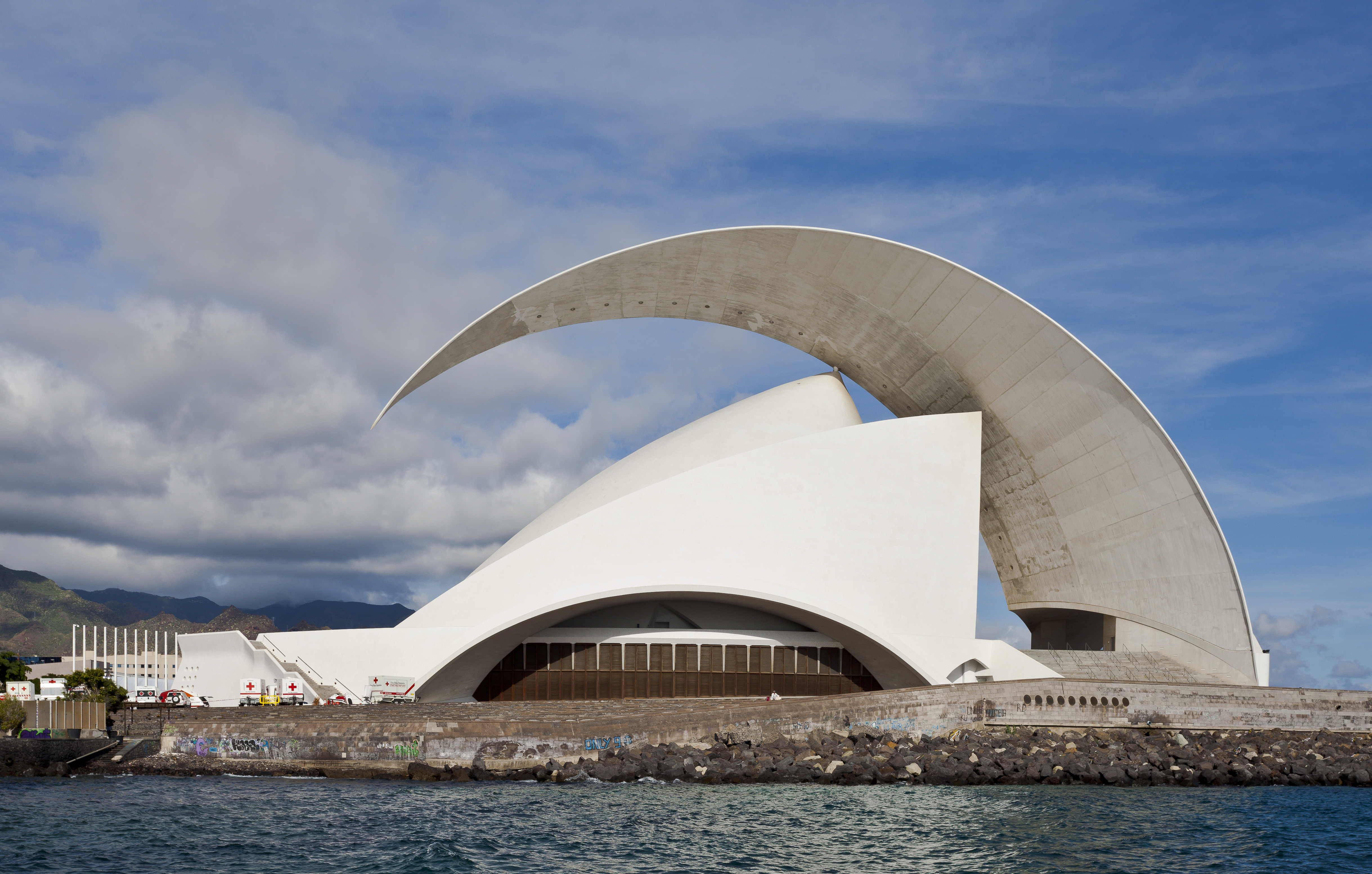
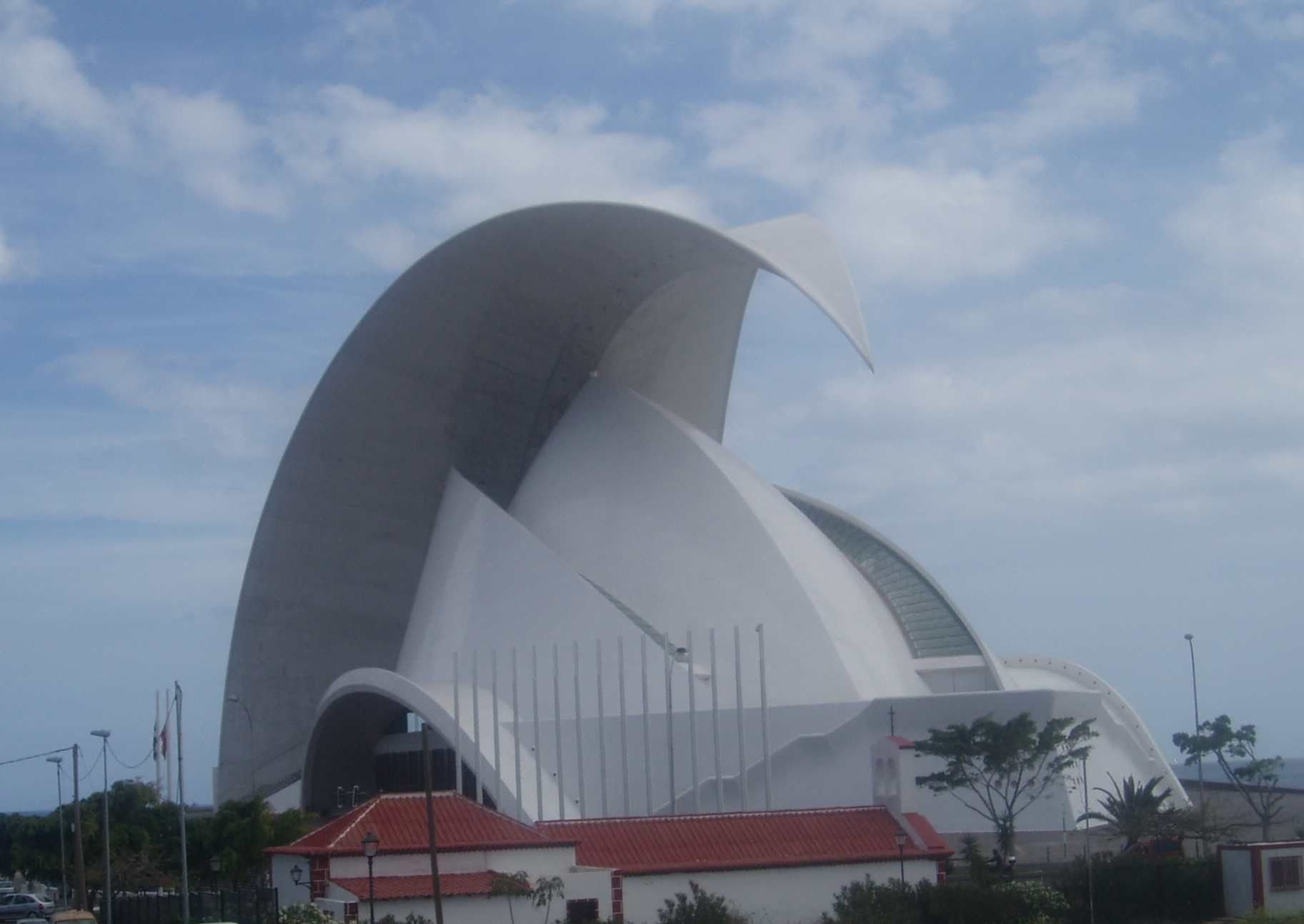
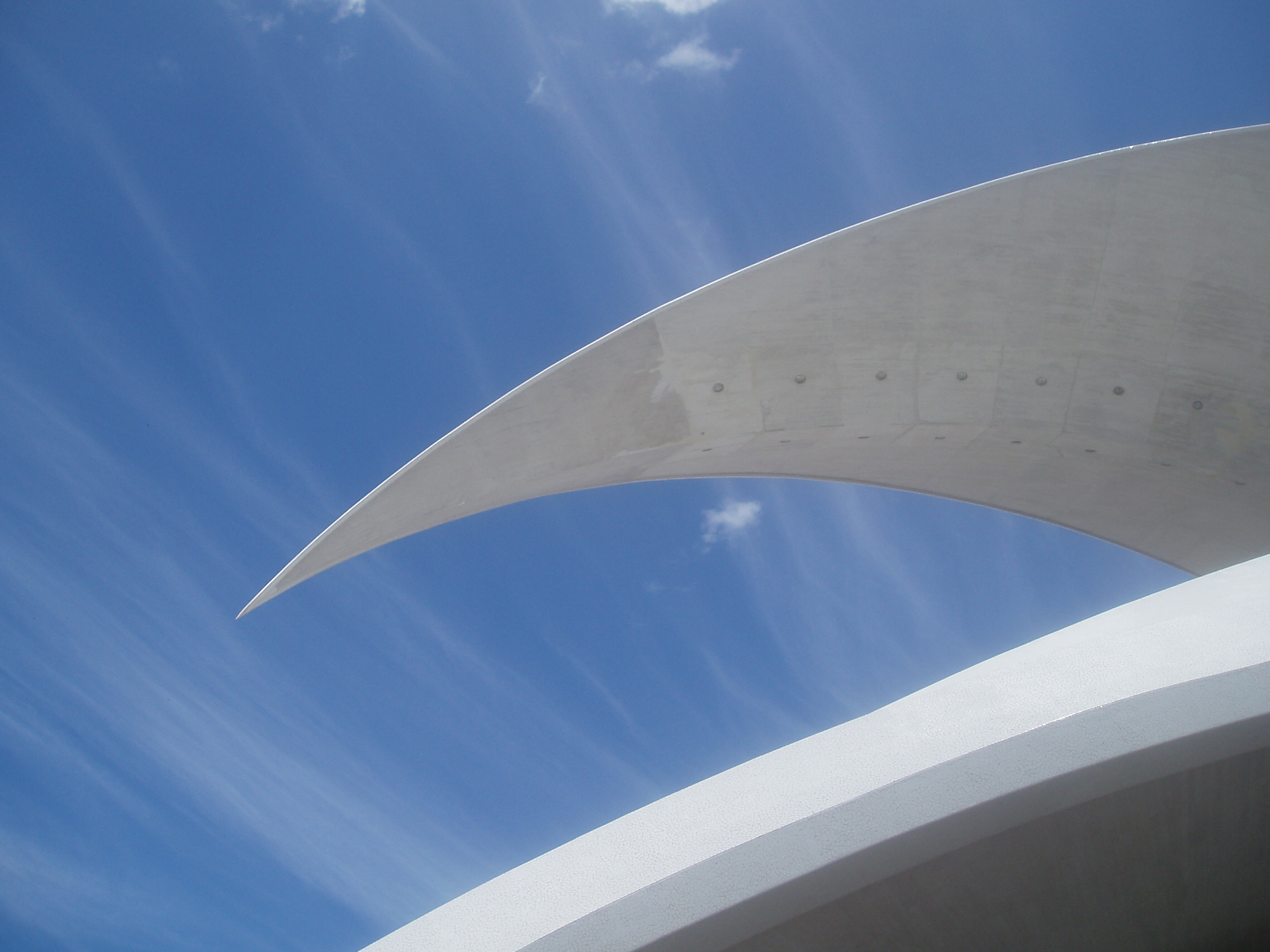
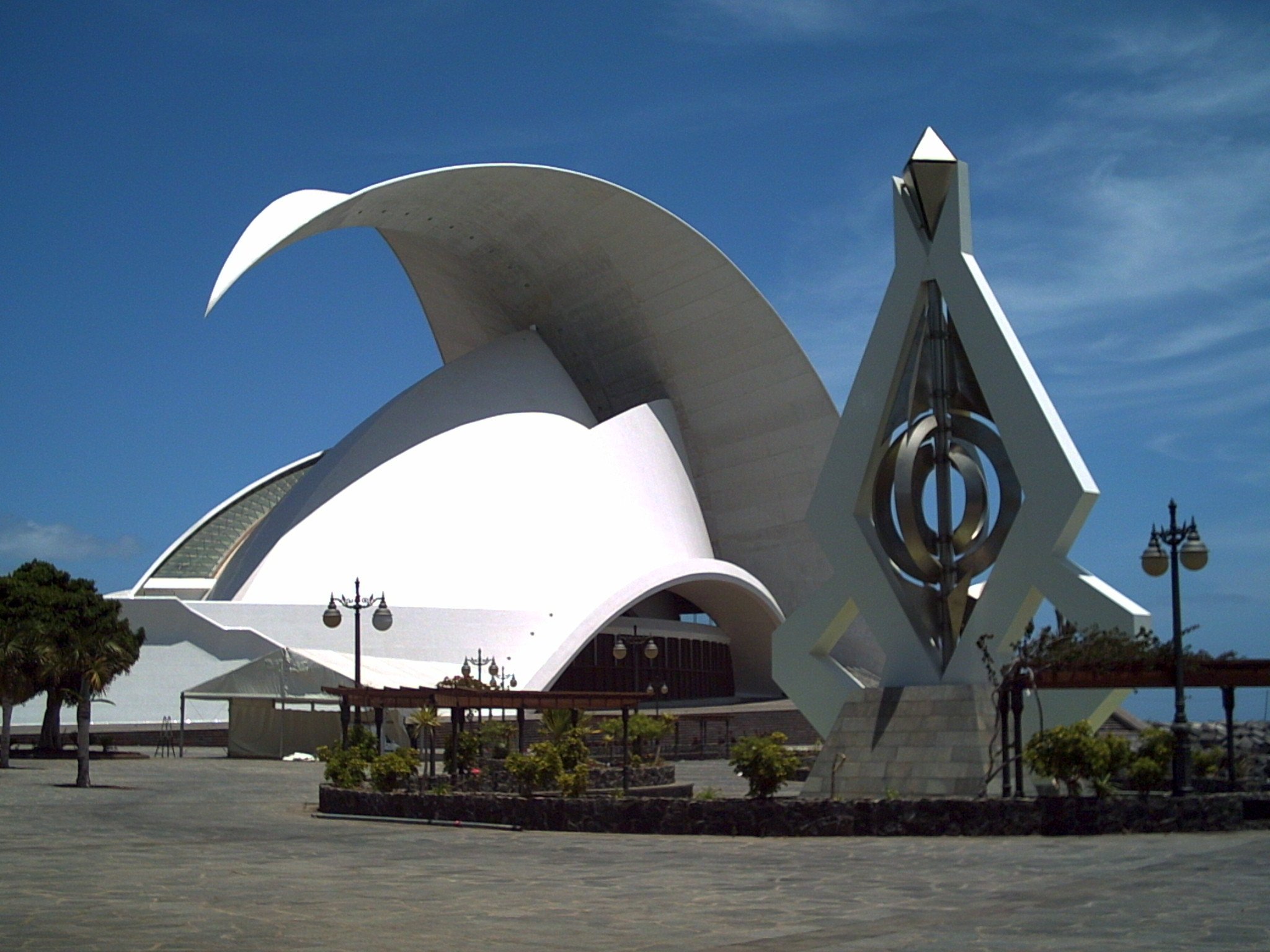